# Phương Tú
Phương Tú là một xã thuộc huyện Ứng Hòa, thành phố Hà Nội, Việt Nam.
Xã Phương Tú có diện tích 10,17 km², dân số năm 2003 là 10663 người, mật độ dân số đạt 1048 người/km². Đây là xã có Dự án đường trục phía nam Hà Nội đi qua.

## Di tích lịch sử
Xã Phương Tú có nhiều di tích về thời Đinh có giá trị lịch sử như:
- Đình Động Phí ở xã Phương Tú, Ứng Hòa, Hà Nội là nơi thờ Bạch Tượng, vị tướng nhà Đinh tham gia dẹp loạn 12 sứ quân. Thần tích, thần phả ở đình làng Động Phí cho biết Đinh Điền, Nguyễn Bặc có về đây thu nạp lực lượng Bạch Tượng gồm 500 quân lính.[4]
- Đình Ngọc Động ở làng Ngọc Động xã Phương Tú, Ứng Hòa thờ Bạch Địa, tướng nhà Đinh tham gia dẹp loạn 12 sứ quân lập ra nhà nước Đại Cồ Việt
- Đình Nguyễn Xá ở làng Nguyễn Xá, xã Phương Tú, Ứng Hòa thờ Đô Đài, tướng nhà Đinh tham gia dẹp loạn 12 sứ quân lập ra nhà nước Đại Cồ Việt